# Cascavel (Ibicoara)
Cascavel é um distrito da cidade brasileira de Ibicoara, localizado na Chapada Diamantina, região central do estado da Bahia. É o maior núcleo urbano situado na sub-bacia do Alto Paraguaçu.
Fica numa região com altitude média de 1 100 metros, com uma temperatura ao ano de cerca de 21° C (máxima de 26° C e mínima de 16° C) e período de chuvas entre os meses de novembro a março, com taxa anual pluviométrica de 757 mm.

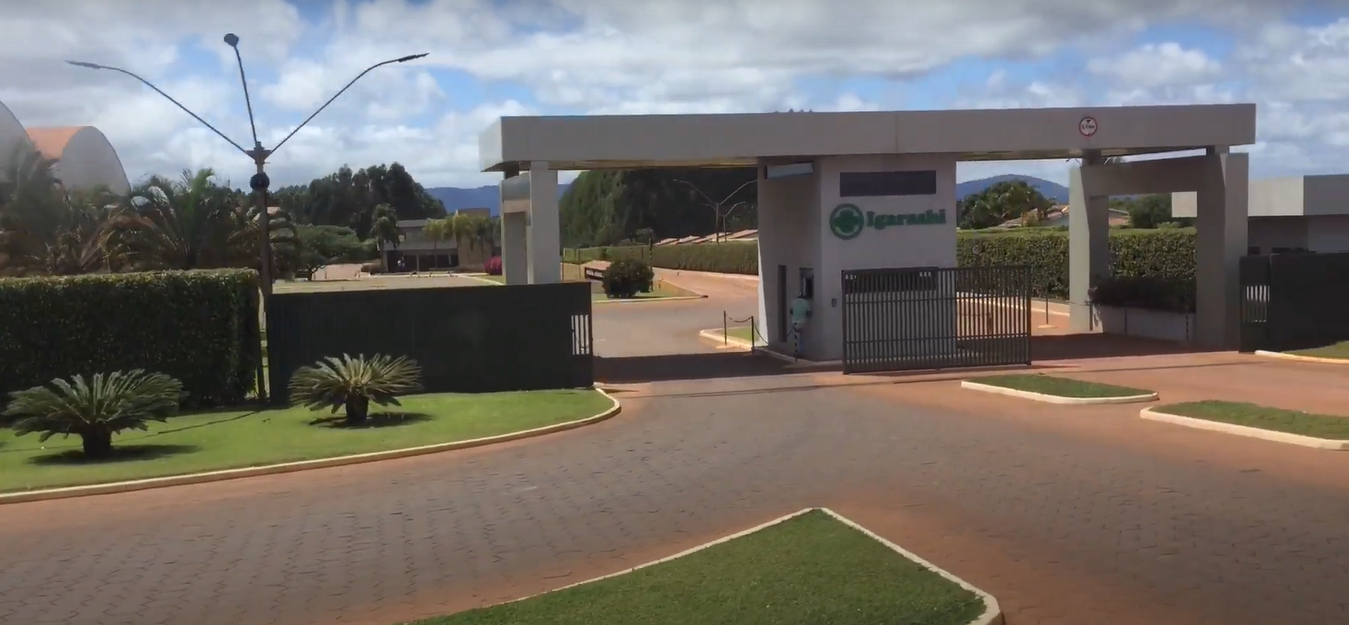
Sede da Empresa Igarashi em Cascavel (Ibicoara)

Parte de seu território é dedicado à agricultura irrigada, dentro do chamado "Agropolo Ibicoara-Mucugê", tendo por principal fonte hídrica a barragem do Apertado, sendo boa parte dedicada à bataticultura. A maior parte da vegetação é de caatinga, porém apresenta largas faixas de cerrado.
A construção da represa na década de 1990 inundou as pequenas propriedades das áreas planas do distrito, que ali cultivavam pequenas produções nas áreas úmidas do rio Paraguaçu, dando lugar às grandes propriedades com a produção em larga escala, além da batata, de café e milho, sendo as terras planas remanescentes adquiridas pelo agronegócio do pólo agrícola.